# Look Away (Darude-sang)
“Look Away” er en sang af Darude og Sebastian Rejman. 
Sangen repræsenterede Finland i Eurovision Song Contest 2019 i Tel Aviv, Israel. Sangen gik ikke videre til finalen, den fik kun 23 point i den første semifinale.